# Tchisla (revue)
Tchisla (en russe : Числа, Nombres) est une revue littéraire, artistique et philosophique de l'émigration russe, qui a paru à Paris dans les années 1930-1934.

## Historique
10 numéros, en 8 livres, sont publiés en 5 ans. Nicolaï Otsoup en dirige la rédaction. Irma Vladimirovna de Manciarli, représentante de la revue théosophique Cahiers de l'étoile, est co-directrice de l'édition des quatre premiers numéros,.
Tchisla publie surtout des auteurs de la jeune génération de l'émigration russe : Gaïto Gazdanov, Aleksandr Ginger, Irina Odoevtseva, Boris Poplavski, Igor Tchinnov, Serge Charchoune, Iouri Mandelstam, Vladimir Smolensk, Iouri Terapiano, Iouri Felsen, Lidia Tchervinskaïa, Anatoli Steiger, Vassili Ianovski, ou Vladimir Varchavski.
Roman avec cocaïne, de M. Aguéev y est publié pour la première fois. Gueorgui Adamovitch, Gueorgui Ivanov, Zinaïda Hippius, Boris Zaïtsev, Dmitri Merejkovski, Alexis Remizov, Simon Frank, Léon Chestov, Gueorgui Fedotov y font paraitre des poèmes ou des articles.
Chaque numéro comporte une vingtaine d'illustrations, avec comme auteurs Nathalie Gontcharof, Michel Larionov, Jean Pougny, Marc Chagall, Alexandre Iacovleff, ainsi que Maurice de Vlaminck, Eugène Delacroix et André Derain. Elle publie également des articles sur des artistes plasticiens.
La revue n'acceptait pas les articles politiques. Elle a été l'objet de violentes controverses dans la presse émigrée russe.
Selon Wolfgang Kasack, il s'agit sur le plan esthétique de la meilleure revue de la première émigration russe.

## Annexes

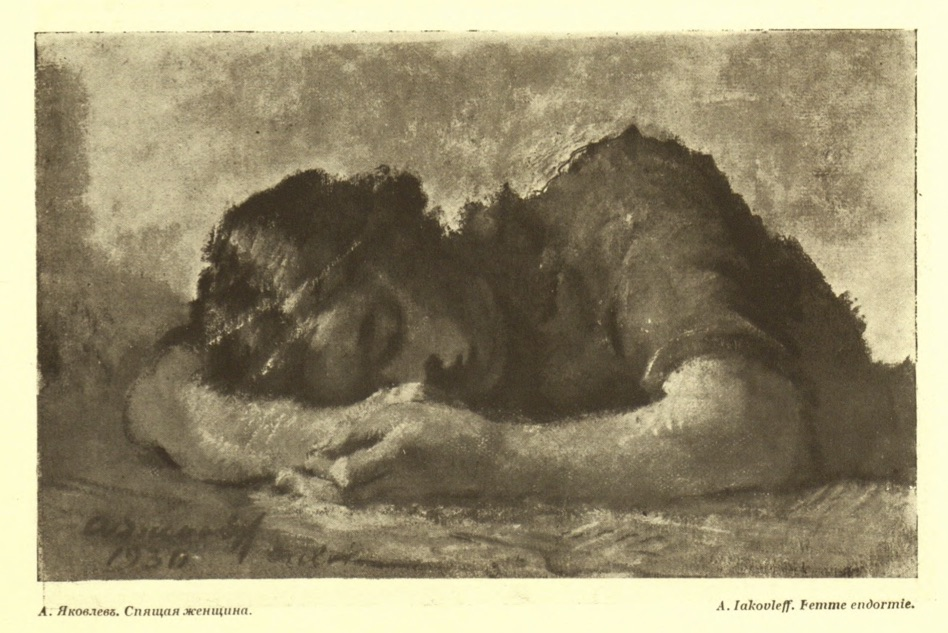
Portrait de femme endormie par Alexandre Iacovleff reproduite dans le no 4 de Tchisla (1931)